# Alla Sjabanova
Alla Sergejevna Sjabanova (Russisch: Алла Сергеевна Шабанова) (Dresden, 25 oktober 1982) is een Russisch langebaanschaatsster. Ze is een allroundschaatser met een voorkeur voor de middellange afstanden.
Op het EK Allround 2009 debuteerde Sjabanova op een internationaal senioren kampioenschap. Ze won de 500 meter, het was haar eerste internationale succes. Voor de afsluitende 5000 meter wist Sjabanova zich niet te plaatsen. Ze eindigde uiteindelijk op de dertiende plaats op het EK en bezorgde hiermee Rusland en zichzelf een startplaats voor het Wereldkampioenschap in het Vikingskipet te Hamar. Hier werd ze tweede op de 500m (achter Christine Nesbitt) en mocht ditmaal wel aan de afsluitende 5000m deelnemen en werd elfde in het eindklassement.
In 2010 was ze deelneemster op de Olympische Winterspelen in Vancouver. Ze nam deel op de 1500 meter en in de ploegenachtervolging.
Bij de NK Allround van Rusland eindigde ze tweemaal op het erepodium, op het kampioenschap van 2009 werd ze tweede en werd de kampioene van 2010..

## Persoonlijke records
| Afstand    | Tijd    | Datum            | Baan    |
| ---------- | ------- | ---------------- | ------- |
| 500 meter  | 39,44   | 28 november 2009 | Calgary |
| 1000 meter | 1.16,82 | 24 januari 2009  | Kolomna |
| 1500 meter | 1.57,02 | 21 november 2009 | Hamar   |
| 3000 meter | 4.15,60 | 17 november 2007 | Kolomna |
| 5000 meter | 7.29,65 | 23 maart 2008    | Kolomna |

## Resultaten
| Jaar | NK Sprint | NK Allround | NK Afstanden                                           | EK Allround | WK Afstanden               | WK Allround | Olympische Spelen          | WK Junioren |
| ---- | --------- | ----------- | ------------------------------------------------------ | ----------- | -------------------------- | ----------- | -------------------------- | ----------- |
| 2001 |           |             |                                                        |             |                            |             |                            | NC19        |
| 2003 |           | 10e         | 6e 1500m                                               |             |                            |             |                            |             |
| 2004 |           | 10e         | 7e 500m 6e 1000m                                       |             |                            |             |                            |             |
| 2005 | 7e        | 9e          |                                                        |             |                            |             |                            |             |
| 2006 |           |             |                                                        |             |                            |             |                            |             |
| 2007 |           |             | 3000m · 5000m                                          |             |                            |             |                            |             |
| 2008 |           | 4e          | 4e 1000m · 4e 1500m · 4e 3000m · 5000m · achtervolging |             |                            |             |                            |             |
| 2009 |           | Zilver      |                                                        | NC13        | 14e 1500m 4e achtervolging | 11e         |                            |             |
| 2010 |           |             |                                                        |             |                            |             | 12e 1500m 7e achtervolging |             |

### Medaillespiegel
| Kampioenschap | Goud | Zilver | Brons |
| ------------- | ---- | ------ | ----- |
| NK Allround   | 0    | 1      | 0     |
| NK Afstanden  | 1    | 0      | 3     |